# Nabatees Aramees
Het Nabatees Aramees is de variëteit van het Aramees die voorkomt in de Nabatese inscripties van de oostelijke Jordaanoever, de Negev en de Sinaï. Vergeleken met andere variëteiten van het Aramees is de aanwezigheid van leenwoorden en grammaticale ontleningen uit het Arabisch of andere Noord-Arabische talen opvallend. Het Nabatees Aramees is geattesteerd in enkele tientallen langere inwijdings- en grafinscripties en een paar juridische documenten uit de periode van het Nabatese koninkrijk en bleef enkele eeuwen na de annexatie van het koninkrijk door het Romeinse rijk in 106 na Christus in gebruik. In de loop van de tijd werd het kenmerkende Nabatese schrift steeds vaker gebruikt om teksten in de Arabische taal te schrijven. Hierdoor loopt de laatste fase van het Nabatese schrift over in de vroegste vorm van het Arabische schrift.

## Geschiedenis

### Oorsprong en taalkundige classificatie
Met de ineenstorting van het Achaemenidische rijk (330 v. Chr.) verloor de Aramese taal steeds meer aan belang als lingua franca van het Nabije Oosten. Daarnaast werd in toenemende mate het Grieks gebruikt. De voorheen verenigde schriftcultuur viel uiteen in lokale scholen en de oude dialecten wonnen nu ook aan belang als schrijftalen. Het Nabatees Aramees was een van deze plaatselijke variëteiten. De taal van de Nabatese inscripties, geattesteerd vanaf de 2e eeuw v.Chr., lijkt veel op het Achaemenidische Rijksaramees, maar met plaatselijke ontwikkelingen. Van de weinige innovaties ten opzichte van het Rijksramees is het gebruik van de markeerder van het lijdend voorwerp yt een West-Aramees kenmerk, hoewel de oudere vorm ʔyt al voorkomt in het Oudaramees. Omdat het Nabatees Aramees niet deelneemt aan de innovaties die kenmerkend zijn voor het Oost-Aramees, wordt het gewoonlijk ingedeeld bij het West-Aramees.

### Attestatie

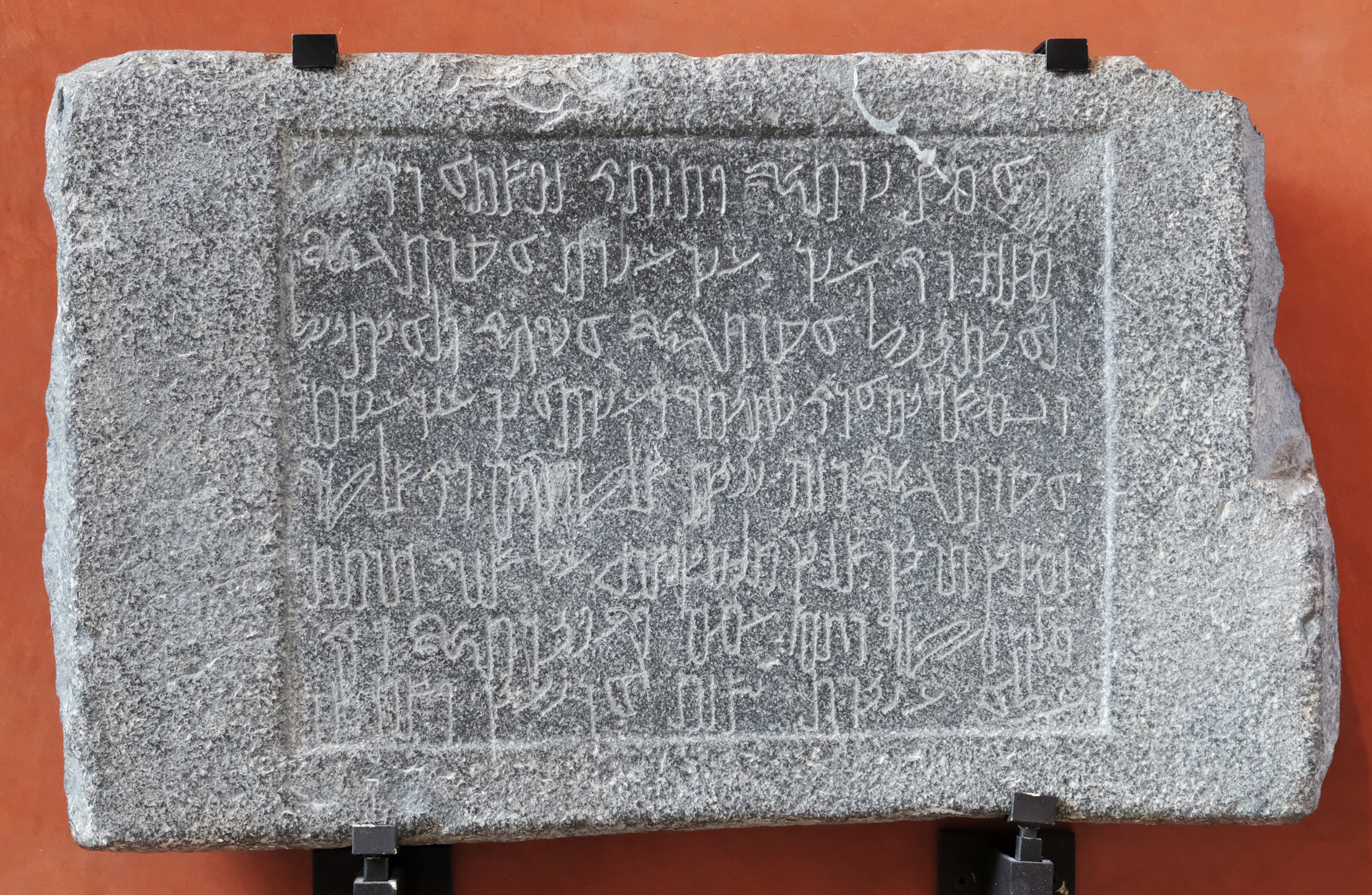
Grafinscriptie uit Madaba, Jordanië, 37 n.Chr

De Nabatees-Aramese taal komt veelvuldig voor in de graf- en inwijdingsinscripties van de steden Petra, Bosra en Hegra (het huidige Mada'in Saleh). Er zijn vele kortere inscripties gevonden in de zuidelijke Sinaï en in andere gebieden die ooit werden geregeerd door de Nabatese koningen. In Nachal Chever zijn verschillende op papyrus geschreven Nabatese teksten gevonden.
De oudste Nabatese inscriptie komt uit Elusa, in de Negev. De inscriptie noemt "Aretas, koning van de Nabateeërs", wat wordt opgevat als Aretas I, een Arabische heerser over Petra bij wie de joodse hogepriester Jason naar verluidt in 169 v.Chr. zijn toevlucht zocht. Joseph Naveh stelt dat deze inscriptie enkele van de Nabatese kenmerken ontbeert en een uniform Rijksaramees en Joods schrift tentoonstelt. Daarom identificeren sommige geleerden een andere Nabatese inscriptie als de vroegste. Deze is gevonden in Petra, Jordanië, en kan worden gedateerd op het late Hellenistische tijdperk, in de jaren 96 of 95 v.Chr.
Meer dan 4.000 inscripties zijn als Nabatees Aramees geclassificeerd. De vroegste inscriptie in cursief Nabatees is opgegraven in Horvat Raqiq, nabij de stad Beër Sjeva, Israël. Deze inscriptie is niet alleen uniek vanwege zijn leeftijd, maar ook omdat hij is geschreven met inkt die op een grote rots is aangebracht. Evenzo zijn er cursieve teksten gevonden die met inkt op papyrus zijn geschreven; deze maken deel uit van het archief van Babatha.
De overgrote meerderheid van de Nabatese inscripties is in steen gegraveerd, zoals de Aslah-inscriptie uit Petra (95 v.Chr.), de wijdingsinscriptie aan de godin al-Kutba uit Wadi Tumilat (77 v.Chr.) en de inscriptie van Rabel I uit Petra (66 v.Chr.). Sommige opgravingen hebben inscripties op metalen voorwerpen opgeleverd. De meeste dergelijke inscripties waren gegraveerd op metalen munten. Bij opgravingen in Wadi Musa in het zuiden van Jordanië zijn tientallen bronzen fragmenten opgegraven met Nabatese inscripties erop, maar de herkomst van deze fragmenten is onzeker. Een bronzen oliebrander opgegraven in Wadi Musa bevat een goed bewaard gebleven wijdingsinscriptie van een priester en zijn zoon aan Obodas, die dateert uit de regering van de Nabatese koning Rabel II, die regeerde tussen de jaren 70 en 106 n.Chr.

### Verval

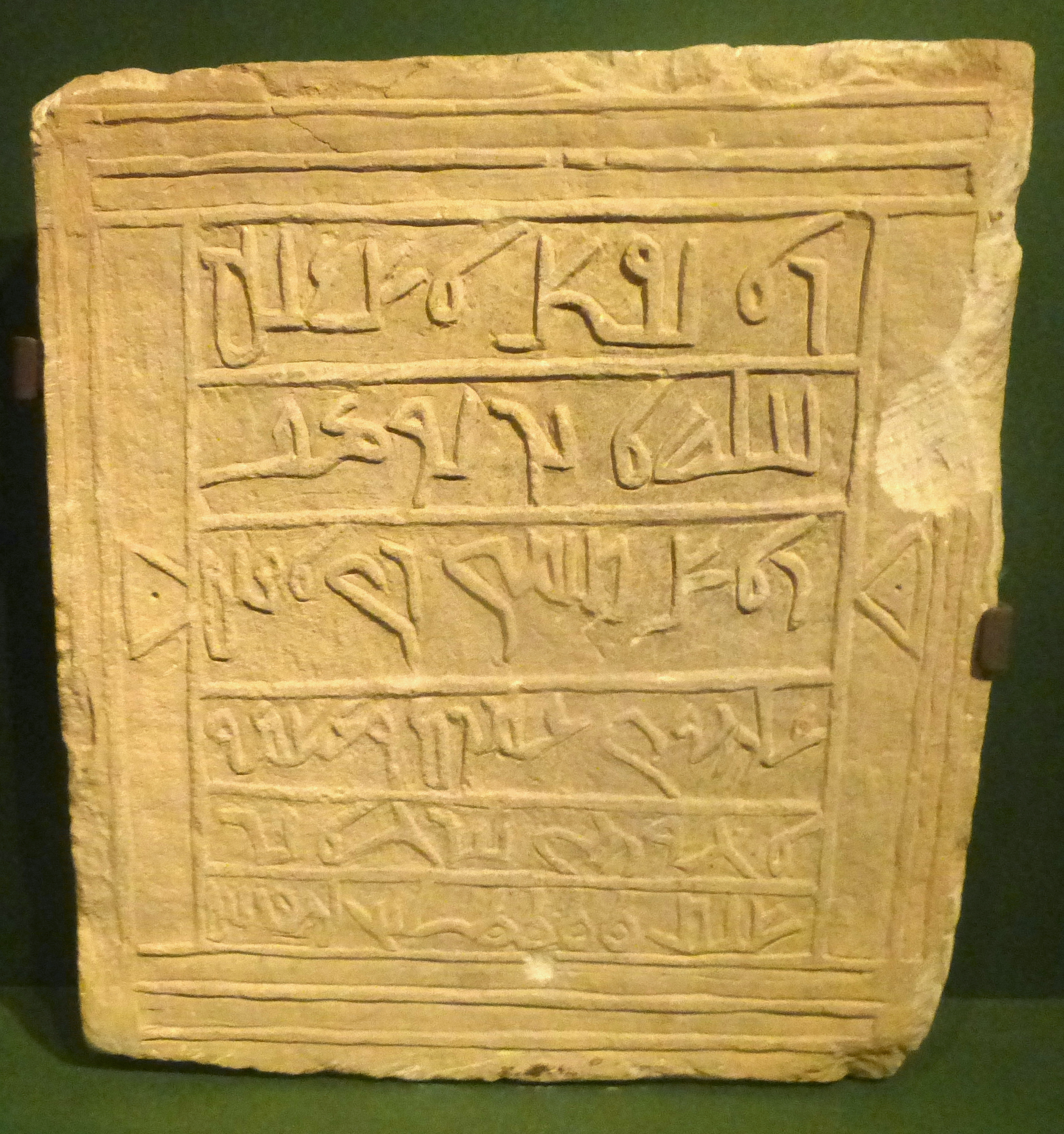
Grafinscriptie uit Tayma, 203 n.Chr

Vanaf de vroegste periode valt het Nabatees Aramees op door het gebruik van Arabische of Oud-Noord-Arabische leenwoorden en grammatica, wat een sterk contact met deze talen weerspiegelt. Een Nabatese inscriptie uit Ein Avdat uit de eerste of tweede eeuw n.Chr. bevat zelfs drie regels Arabische poëzie, waarvan de betekenis omstreden is. Vanaf de 3e eeuw werd het Nabatese schrift steeds vaker gebruikt om de Arabische taal te schrijven. Prominente voorbeelden zijn de gemengd Aramees-Arabische grafinscriptie van RQWŠ, dochter van ʕBDMWNTW (JSNab 17) en de volledig Arabische Namara-inscriptie .
Volgens Cantineau markeerde dit het begin van het einde van het wijdverbreide gebruik van het Nabatees Aramees, dat werd vervangen door het Arabisch. Tijdens dit proces "lijkt het Nabatees zich beetje bij beetje te hebben geledigd van de Aramese elementen die het bevatte en ze achtereenvolgens te hebben vervangen door Arabische ontleningen". Deze algemeen erkende theorie is incidenteel betwist. M. O'Connor stelt dat hoewel de theorie van Cantineau historisch waar kan zijn, diens onderzoeksmethode de conclusie niet voldoende ondersteunt en misschien misleidend is.
Tijdens deze opkomst van Arabisch in het Nabatese schrift bleef het Nabatees Aramees gedurende verschillende eeuwen geschreven worden. De langere teksten uit deze periode betreffen vooral enkele grafinscripties uit Noord-Arabische oases. Op basis van het grote aantal van Hebreeuws afgeleide namen die deze bevatten, zijn ze wellicht in opdracht van leden van lokale Joodse gemeenschappen zijn gemaakt. De laatste Nabatese inscriptie die is teruggevonden dateert uit 356 n.Chr. Deze is gevonden in Mada'in Saleh, in het noorden van het huidige Saoedi-Arabië. Een nog latere graffito, gedateerd op 455/6 n.Chr. en geschreven in Nabatees-Arabische tekens, werd in 2004 ontdekt in Jabal Umm Jadhayidh in het noordwesten van Saoedi-Arabië, maar de Aramese inhoud hiervan bestaat slechts uit standaardformules, terwijl de niet-formulaïsche tekst geheel Arabisch is.

### Ontcijfering, documentatie en beschrijving

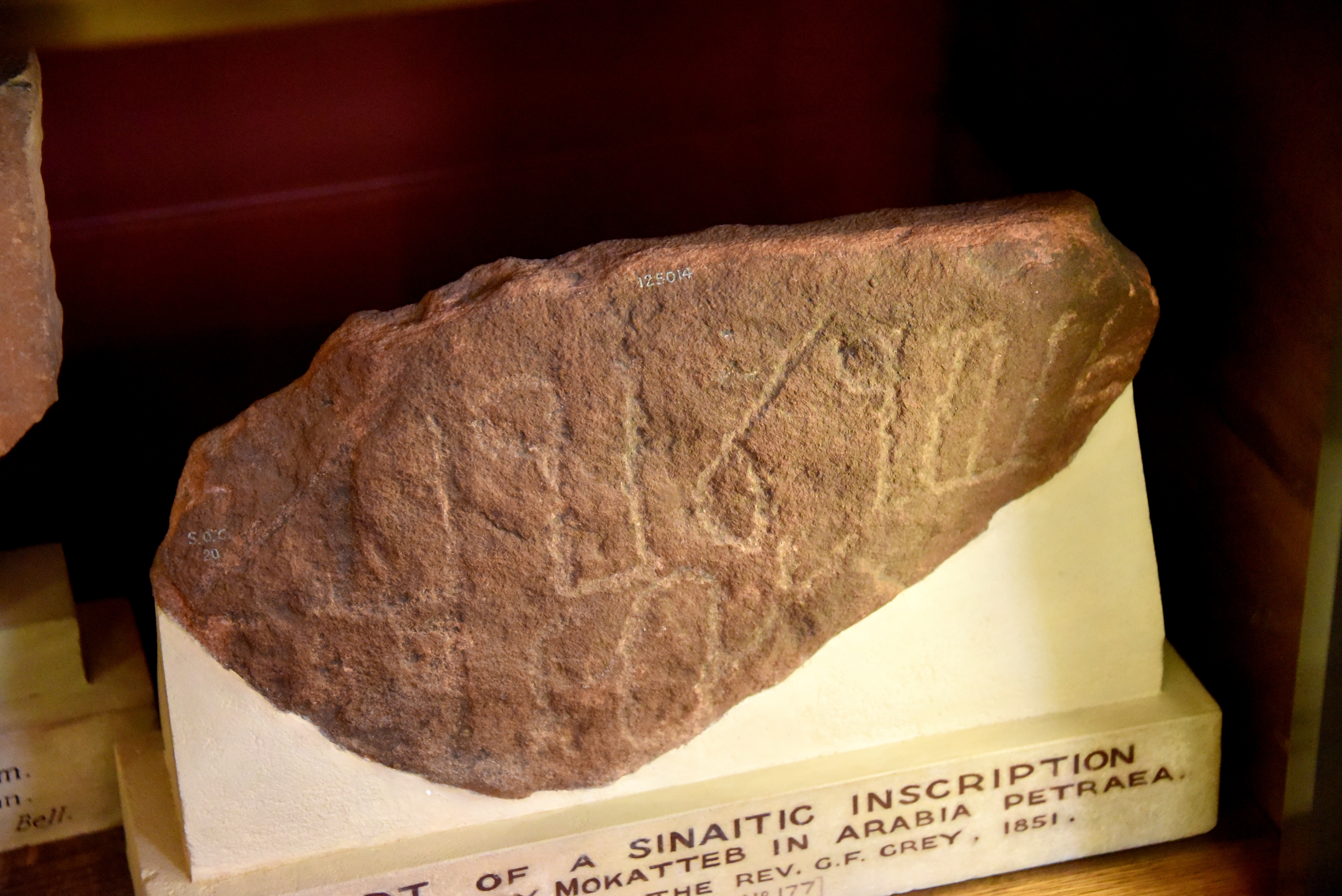
Een "Sinaïtische" graffito uit Wadi Mukattab, Egypte

Het bestaan van duizenden Nabatese graffiti in de Sinaïwoestijn, oorspronkelijk aangeduid als "Sinaïtisch", was al een lange tijd bekend. Gebaseerd op Jean-Jacques Barthélemy's eerdere ontcijfering van de gerelateerde schriften van het Palmyreens, Fenicisch en Rijksaramees zoals aangetroffen op de Carpentrasstèle, publiceerde Eduard Friedrich Ferdinand Beer in 1840 zijn ontcijfering van het Nabatese schrift.
In de 19e en 20e eeuw werden aanvullende teksten van verschillende lengte ontdekt en uitgegeven door Europese wetenschappers. In deze periode publiceerde ook Jean Cantineau zijn grammatica van het Nabatees Aramees. Belangrijke vondsten sinds het verschijnen van deze publicatie zijn onder meer de juridische documenten op papyrus die in de jaren zestig in de Brievengrot van Nachal Chever zijn ontdekt. Andere publicaties die een aanzienlijk aantal teksten bevatten, zijn de uitgave uit 1993 van de grafinscripties van Mada'in Saleh door J. Healey en de in 2021 door G. Petrantoni gepubliceerde verzameling Nabatees Aramees-Griekse bilingues. Nieuw ontdekte inscripties worden nog steeds met grote regelmaat uitgegeven.

## Schrift

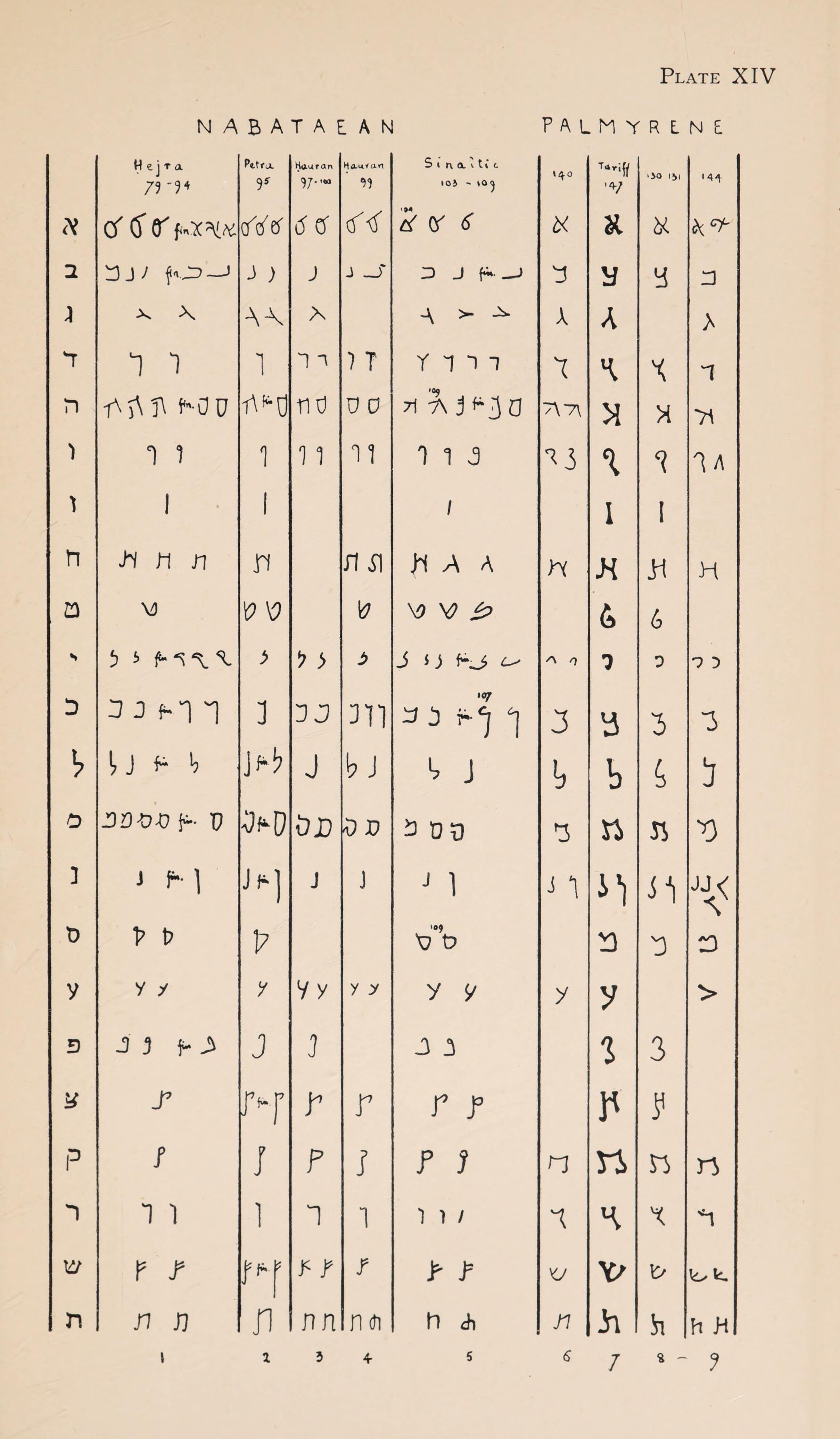
Tabel met verschillende versies van het Nabatese schrift in vergelijking met het Hebreeuws (meest linkse kolom) en Palmyreens

Het Nabatese handschrift wordt gekenmerkt door een zeer karakteristieke cursieve stijl. Dit geldt des te meer voor de weinige bekende teksten die met inkt zijn geschreven, die gebruik maken van een ontwikkeldere vorm van het schrift. Het Nabatese alfabet is zelf ontstaan uit het Aramese alfabet. Het werd de voorloper van het Arabische alfabet, dat zich in de 5e eeuw ontwikkelde uit cursieve versies van het Nabatese schrift.
De wetenschap was een tijd verdeeld over de oorsprong van het Arabische schrift. Een (tegenwoordig marginale) stroming stelt dat het Arabische schrift teruggaat op het Syrische schrift, dat eveneens zijn oorsprong vindt in het Aramees. De andere opvatting, aangevoerd door Theodor Nöldeke, leidt het Arabische schrift terug op het Nabatees. Deze stelling werd bevestigd en volledig gedocumenteerd door J. Healey in zijn werk over het Syrische en het Arabische alfabet.

## Fonologie

### Medeklinkers
Volgens Cantineau had het Nabatese Aramees de volgende medeklinkers:
|             |             | Labiaal | Interdentaal | Alveolaar | Alveolaar | Lateraal | Palataal | Velaar | Uvulaar | Faryngaal | Glottaal |
| normaal     | emf.        | Labiaal | Interdentaal |           |           | Lateraal | Palataal | Velaar | Uvulaar | Faryngaal | Glottaal |
| ----------- | ----------- | ------- | ------------ | --------- | --------- | -------- | -------- | ------ | ------- | --------- | -------- |
| Nasaal      | Nasaal      | m       |              | n         |           |          |          |        |         |           |          |
| Stop        | stemloos    | p       |              | t         | tˤ        |          |          | k      | q       |           | ʔ        |
| Stop        | stemhebbend | b       |              | d         |           |          |          | ɡ      |         |           |          |
| Fricatief   | stemloos    | f       | θ            | s         | sˤ        | ɬ        | ʃ        | x      | χ ?     | ħ         | h        |
| Fricatief   | stemhebbend | v       | ð            | z         |           |          |          | ɣ      | ʁ       | ʕ         |          |
| Approximant | Approximant |         |              |           |           | l        | j        | w      |         |           |          |
| Vibrant     | Vibrant     |         |              | r         |           |          |          |        |         |           |          |

In sommige andere dialecten van het Aramees zijn [f], [θ], [x], [v], [ð] en [ɣ] postvocale allofonen van respectievelijk /p/, /t/, /k/, /b/, /d/ en /g/, maar Cantineau merkt op dat niet kan worden vastgesteld of dit ook geldt voor het Nabatees. De stemloze sibilanten /s/ en /ʃ/ worden in het schrift soms door elkaar gehaald. /s/ varieert ook met /ɬ/, een klank die werd geschreven met hetzelfde teken als /ʃ/ (een praktijk die teruggaat op de Oudaramese periode). Cantineau twijfelt aan de fonetische waarde van deze klank en stelt voor dat hij misschien gepalataliseerd was; de realisatie als laterale fricatief wordt in latere publicaties beargumenteerd. Het bewijs voor ofwel het behoud van de uvulare fricatieven /χ/ en /ʁ/ of hun versmelting met faryngale /ħ/ en /ʕ/ zoals in het latere Aramees is niet doorslaggevend.

### Klinkers
Aangezien het Nabateese schrift geen korte klinkers schrijft, is de enige informatie hierover afkomstig van namen in andere schriften. Maar deze zijn normaal gesproken van Arabische oorsprong en vertellen ons niets over de klinkerfonemen van het Nabatees Aramees.
Proto-Aramese lange *ā wordt soms gespeld met een leesmoeder w, zoals in *ʔināš > ʔnwš 'mens', *θamānā > tmwnʔ 'acht (m.)'. Dit zou kunnen wijzen op een verschuiving in uitspraak naar een geronde ō.

## Morfologie

### Voornaamwoorden

#### Persoonlijk voornaamwoorden
De geattesteerde onafhankelijke persoonlijk voornaamwoorden van de derde persoon zijn mannelijk enkelvoud hw (incidenteel hwʔ), vrouwelijk enkelvoud hy en mannelijk meervoud hm. De onafhankelijke voornaamwoorden van de derde persoon functioneren ook als aanwijzend voornaamwoorden. De juridische documenten uit het Dode Zeegebied attesteren ook de eerste persoon enkelvoud ʔnh en de tweede persoon mannelijk enkelvoud ʔnt.
Het pronominale suffix van de eerste persoon meervoud is -nʔ. In tegenstelling tot veel andere dialecten van het Aramees die slechts -(a)n hebben, behoudt het Nabatees hier de laatste klinker *-ā, zoals aangegeven door de leesmoeder ʔ.
Het pronominale suffix mannelijk enkelvoud van de derde persoon is normaal gesproken -h. Na lange klinkers en tweeklanken (beide geschreven met leesmoeders) wordt in plaats daarvan -hy gebruikt, zoals in ʔbwhy 'zijn vader', ywmw hy 'zijn dagen'. In latere graffiti wordt deze distributie opgegeven en verschijnen er ook andere suffixen, -hw en -w. Het pronominale suffix vrouwelijk enkelvoud van de derde persoon is altijd -h en het meervoud van de derde persoon (zowel gebruikt voor mannelijk als vrouwelijk) is -hm.

#### Andere voornaamwoorden
De meest voorkomende aanwijzend voornaamwoorden naast hw, hy en hm zijn mannelijk enkelvoud dnh (zelden znh), vrouwelijk enkelvoud dʔ en meervoud ʔlh. Andere, zelden geattesteerde meervoudsvormen zijn ʔlk en ʔnw. In de latere periode valt het geslachtsonderscheid in het enkelvoud weg en komen beide vormen voor met zowel mannelijke als vrouwelijke antecedenten.
Het relatieve partikel is in de oudste inscripties zy, elders dy. Het wordt niet verbogen. Dit partikel introduceert relatieve bijzinnen, zoals in dʔ msgdʔ dy ʕbd ʕbydw 'dit is de gewijde steen die ʕBYDW heeft gemaakt', en kan een bezitsrelatie uitdrukken, zoals in dnʔ ṣlmʔ dy ʕbdt ʔlhʔ 'dit is het standbeeld van Obodas de god'.
De vragend en onbepaald voornaamwoorden zijn mn 'wie' en mh 'wat'.

### Werkwoorden

#### Werkwoordstammen
Net als andere Semitische talen getuigt het Nabatees Aramees van verschillende (basale en afgeleide) werkwoordstammen . Op basis van vergelijking met andere varianten van het Aramees is het waarschijnlijk dat actieve werkwoorden konden voorkomen als G-stammen (de grondstam), D-stammen (verdubbelingsstam ofwel intensiefstam, gekenmerkt door andere klinkers en verdubbeling van de tweede wortelconsonant), of C-stammen (causatiefstam, gekenmerkt door verschillende klinkers en een prefix). Door de beperkingen van het Nabatese alfabet worden de G- en D-stam in het schrift niet onderscheiden: vgl. ʕbd 'hij maakte' (G-stam), qrb 'hij naderde' (D-stam). De suffixconjugatie (zie hieronder) van de C-stam wordt gekenmerkt door een voorvoegsel h-, zoals in hqym 'hij richtte op', of ʔ-, zoals in ʔqymw 'ze richtten op'; de prefixconjugatie kan niet schriftelijk worden onderscheiden van de G- of D-stam.
Afgeleide mediopassieve stammen zijn geattesteerd van de G- en D-stam. Deze worden gemarkeerd door een voorvoegsel -t- ; alle Cantineau bekende voorbeelden horen bij de prefixconjugatie (zie hieronder), zoals ytptḥ 'het zal worden geopend' (tG-stam), ytʔlp 'hij zal voor zichzelf samenstellen' (tD-stam). In tegenstelling tot in sommige andere soorten Aramees voegen werkwoorden met een sibilant als eerste radicaal de -t- als prefix toe of voegen ze deze toe zonder assimilatie in stemhebbendheid of emfase: ytzbn en yztbn 'het zal worden verkocht'; dit soort vormen komen echter ook voor in andere dialecten uit dezelfde periode en regio. De late vorm mqtry (voor ouder mtqrʔ) 'genaamd (m.ev.)' vertoont een infigering van -t- na een eerste radicaal die geen sibilant is die doet denken aan het Arabisch, hoewel de vorm niet in zijn geheel aan het Arabisch ontleend kan zijn.
Een puur passieve vorm wordt gekenmerkt door een leesmoeder -y- tussen de tweede en derde radicaal, zoals in dkyr 'herdacht (zij) (m.ev.)'. Deze wordt soms verbogen als een bijvoeglijk naamwoord, zoals in dkyryn 'herdacht (m.mv.)' maar kan ook worden verbogen volgens de suffixconjugatie, zoals in ʕbydt 'het (v.) is gemaakt'.

#### Werkwoordelijke verbuiging
Er kunnen twee finiete conjugaties worden onderscheiden: de suffixconjugatie, die de congruentie van het onderwerp uitsluitend door achtervoegsels uitdrukt, en de prefixconjugatie, die zowel achtervoegsels als voorvoegsels gebruikt. Geattesteerde uitgangen van achtervoegsels zijn onder meer -t (derde persoon vrouwelijk enkelvoud en tweede persoon mannelijk enkelvoud) en -w (derde persoon meervoud voor beide geslachten); de derde persoon mannelijk enkelvoud is ongemarkeerd. Voorbeelden zijn onder meer ʕbd 'hij maakte', ʕbdt 'ze maakte', ʕbdw 'ze maakten' en qrʔt 'je (m.) riep'. De onderwerpmarkeringen voor de derde persoon van de prefixconjugatie zijn y- (derde persoon mannelijk enkelvoud), t- (derde persoon vrouwelijk enkelvoud) en y-...-wn (derde persoon (mannelijk?) meervoud), zoals in yʕbd 'hij zal maken', tʕbd 'ze zal maken' en yktbwn 'ze zullen schrijven'.
De infinitief van de G-stam wordt met een voorvoegsel m- gevormd, zoals in mktb 'schrijven'. Het onvoltooid deelwoord van de G-stam heeft geen speciale affixen en heeft een stam als rḥm 'liefhebbend (m.ev.)'. Zoals hierboven genoemd wordt het passieve deelwoord van de G-stam gevormd als dkyr 'herdacht (m.ev.)'. In late graffiti komt ook de vorm mdk(w)r 'herdacht (m.ev.)' voor, in een patroon dat ontleend is aan het Arabisch. De deelwoorden (zowel actief als passief) van de afgeleide stammen worden gevormd door een m- voorvoegsel, maar komen weinig voor.

### Naamwoorden

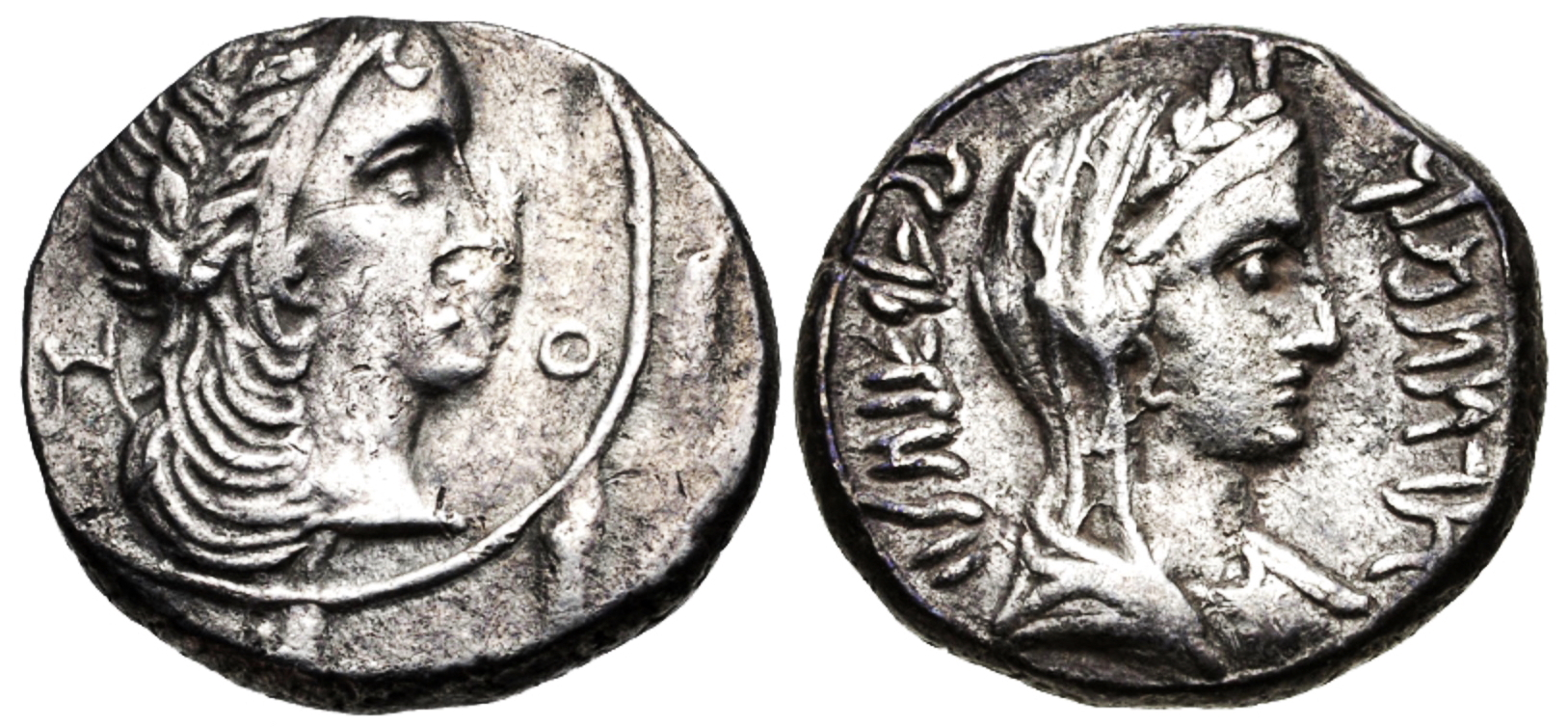
Een Nabatese munt van Aretas IV Philopatris uit ca. 2 v.Chr. De inscriptie luidt ḥrtt mlk nbṭw šnt 5+1+1 'Aretas, koning van Nabatea, jaar 7'. De zelfstandig naamwoorden mlk 'koning van' en šnt 'jaar (van)' staan in de status constructus.

Naamwoorden onderscheiden twee geslachten, mannelijk en vrouwelijk; twee getallen, enkelvoud en meervoud; en drie statussen, absolutus, constructus en emphaticus.
Vrouwelijke zelfstandig naamwoorden worden gemarkeerd door een vrouwelijk suffix (-h, -w, -y) of zijn ongemarkeerd. Vrouwelijke bijvoeglijk naamwoorden moeten een vrouwelijk suffix bevatten. Het mannelijke naamwoord is altijd ongemarkeerd.
Verschillende uitgangen geven de combinatie van getal en status weer:
- Het vrouwelijke achtervoegsel -h wordt in de status constructus, die een bezitsrelatie met een volgend zelfstandig naamwoord of pronominaal suffix uitdrukt, vervangen door -t. -t wordt in de status constructus ook toegevoegd na de vrouwelijke suffixen -w en -y. In andere gevallen is de status constructus in het enkelvoud identiek aan de status absolutus.
- Een set meervoudsuitgangen wordt gevormd door status absolutus -yn (zelden -n), status constructus -y (die voor het suffix -hy in -w- verandert). Deze uitgangen worden gebruikt voor mannelijke naamwoorden en sommige vrouwelijke zelfstandige naamwoorden. Voor andere vrouwelijke naamwoorden wordt de status constructus meervoud op dezelfde manier geschreven als die van het enkelvoud (hoewel het meervoud waarschijnlijk werd gemarkeerd door een lange ā-klinker, d.w.z.: -āt-, die afwezig was in het enkelvoud; dit wordt niet uitgedrukt in het schrift). Gebaseerd op andere variëteiten van het Aramees verwachten we als status-absolutusuitgang voor deze zelfstandige naamwoorden -n, maar dit is niet geattesteerd.
- De status emphaticus, die bepaaldheid uitdrukt, wordt gevormd door het achtervoegsel -ʔ toe te voegen aan de status constructus.

Het volledige paradigma is derhalve (gegeven voorbeelden komen van mlk 'koning' en mlkh 'koningin'; niet alle vormen zijn daadwerkelijk geattesteerd):
| Geslacht/getal       | Absolutus | Constructus | Emphaticus |
| -------------------- | --------- | ----------- | ---------- |
| Mannelijk enkelvoud  | mlk       | mlk         | mlkʔ       |
| Mannelijk meervoud   | mlkyn     | mlky        | mlkyʔ      |
| Vrouwelijk enkelvoud | mlkh      | mlkt        | mlktʔ      |
| Vrouwelijk meervoud  | * mlkn    | mlkt        | mlktʔ      |

### Voorzetsels
Frequente voorzetsels zijn onder andere b- 'in', l- 'aan, voor, van', k- 'volgens', mn 'uit' en ʕl 'op, over'. Deze kunnen pronominale suffixen aannemen, zoals in bh 'erin', lhm 'aan hen'. Voor suffixen wordt ʕl verbogen als een meervoud, zoals in ʕlwhy 'over hem', ʕlyhm 'over hen'.

## Syntaxis
Cantineau merkt het volgende op over de Nabatees Aramese syntaxis:

### Werkwoordelijke syntaxis
Van de twee finiete conjugaties heeft de suffixconjugatie de volgende gebruikswijzen:
- verleden tijd, zoals in dnh kprʔ dy ʕbd ... 'dit is het graf dat ... gemaakt heeft'
- optatief, zoals in wlʕnw dwšrʔ wmnwtw wqyšh ... 'en mogen Dushara en Manat en Qayshah ... vervloeken'

De prefixconjugatie heeft de volgende gebruikswijzen:
- toekomende tijd, zoals in wmn ybʕʔ ... 'en wie zal willen ...'
- aanvoegende wijs, zoals in ... dy tʕbd bh ... '... zodat ze ervan ... maakt'
- voorwaardelijk, zoals in hn yhwʔ ... bḥgrʔ 'als ... in Hegra is'
- optatief, zoals de suffixconjugatie, bijvoorbeeld wylʕn dwšrʔ wmnwtw ... 'en moge Dushara en Manat ... vervloeken'

Hoewel het voornaamwoordelijk lijdend voorwerp van een werkwoord soms wordt uitgedrukt door een pronominaal suffix op het werkwoord, wordt het normaal gesproken gekoppeld aan de op het werkwoord volgende objectsmarkeerder yt.

### Werkwoordelijke en niet-werkwoordelijke zinnen
Als een zin een werkwoord bevat, is de normale woordvolgorde verbum-subject-object(en), zoals in lʕnw (V) dwšrʔ wmnwtw wqyšh (S) kl mn dy ... (O) 'moge Dushara en Manat en Qayshah iedereen vervloeken die ...' .
Als een zin geen werkwoord bevat, is er impliciet een koppelwerkwoord aanwezig. De zin bestaat dan uit twee naamwoorden die het subject en het naamwoordelijk gezegde vormen, zoals in dnh (S) kprʔ ... (P) 'dit is het graf ...' .

### Neven- en onderschikking
Zinnen kunnen worden verbonden door het voegwoord w- 'en, maar'. De meeste ondergeschikte bijzinnen worden ingeleid door het partikel dy. Voorwaardelijke bijzinnen worden ingeleid door hn 'als'.